# Dunderklintarna
Dunderklintarna är ett naturreservat i Lekebergs kommun i Örebro län.
Området är naturskyddat sedan 2006 och är 247 hektar stort. Reservatet består av gammelskog, myrar och småsjöar/tjärnar. På höjderna växer tallar och längre ner gran och grov asp.